# Stephan Deller

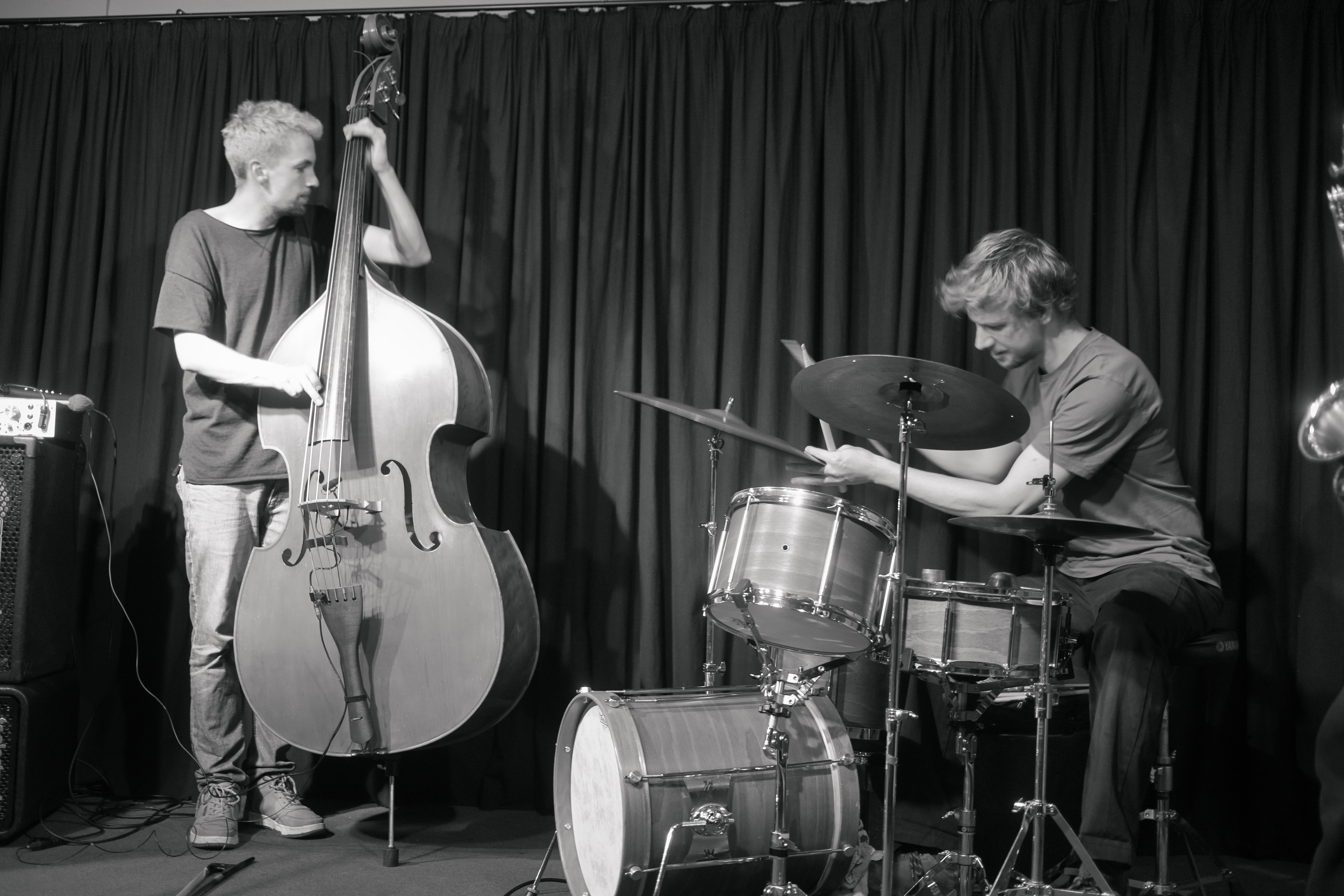
Stephan Deller (links) mit Steffen Roth (2024)

Stephan Deller (* 1991 in der Nähe von Aschaffenburg) ist ein deutscher Jazz- und Improvisationsmusiker (Kontrabass).

## Leben und Wirken
Deller spielte bereits als Schüler mit der Bibavon Bigband, der Swingcompany Big Band und dem OJB Alzenau. Ab 2015 studierte er an der Hochschule für Musik und Theater Leipzig bei Pepe Berns.
Deller bildete mit den Saxophonisten Christopher Kunz und Max Hirth sowie Schlagzeuger Tom Friedrich das Quartett Perplexities On Mars, das 2020 den Jazznachwuchspreis der Stadt Leipzig erhielt und die Alben Perservance und Forever Home vorlegte. Mit dem Saxophonisten Bruno Angeloni und dem Schlagzeuger Steffen Roth wirkt er im Trio Motusneu, das 2023 bei Boomslang Records das Album Ospedale veröffentlichte, mit Steve Swell unterwegs war und 2025 mit dem Jutta-Hipp-Preis in der Kategorie Improvisation ausgezeichnet wurde.
In der Leipziger Szene arbeitete Deller zudem im Robert Nakayama Trio, im Quartett von Stefano Minder oder im Trio Oehl/Boguth/Deller, während er im süddeutschen Raum im KDW Trio (mit Max Koch und Marius Wankel) und bei Jazzabelle tätig war. Weiterhin spielte er mit Ack van Rooyen, Markus Geiselhart und Harald Rüschenbaum. Er ist auch auf Alben des Georg Demel Quartett, von Max Boguth, Max Koch, Gellért Szabó (Live at Berghain) und Space Shuttle bzw. Space Schädel zu hören.